# Dasyprocta coibae
L'aguti di Coiba (Dasyprocta coibae O. Thomas, 1902) è un roditore endemico dell'isola omonima, al largo della costa di Panama.

## Descrizione
L'aguti di Coiba presenta una lunghezza testa-corpo di 43,5-45,0 centimetri e una coda di 30-40 millimetri; mancano informazioni specifiche sul peso. Presenta una colorazione uniforme giallo-brunastra con macchie nere sul dorso e superficie ventrale più chiara. Per quanto riguarda l'aspetto, è pressoché identico all'aguti dell'America centrale (D. punctata), dal quale differisce principalmente in termini di dimensioni specifiche del cranio.

## Distribuzione e habitat
L'areale dell'aguti di Coiba è limitato all'omonima isola panamense.

## Biologia
L'aguti di Coiba è presente negli habitat boschivi dell'isola. Abbiamo a disposizione pochissimi dati e osservazioni sulle abitudini di questa specie, che probabilmente corrispondono a quelle dell'aguti dell'America centrale. Come le altre specie del genere, è erbivoro e si nutre delle sostanze vegetali disponibili, come frutti, semi e foglie.

## Tassonomia
L'aguti di Coiba viene classificato come una specie distinta all'interno del genere degli aguti (Dasyprocta), che consiste di più di dieci specie riconosciute. Venne descritto per la prima volta dallo zoologo britannico Oldfield Thomas nel 1902 a partire da esemplari provenienti dall'isola di Coiba.
Non ne vengono riconosciute sottospecie.

## Conservazione
L'aguti di Coiba è classificato come «specie prossima alla minaccia» (Near Threatened) dall'Unione internazionale per la conservazione della natura. Tale valutazione è giustificata dal fatto che esso è presente solo su un'unica isola, che però è quasi interamente protetta. Tuttavia, su Coiba grava la potenziale minaccia dei cicloni o delle conseguenze del riscaldamento climatico, come l'innalzamento del livello dei mari, quindi la specie potrebbe potenzialmente essere classificata come «vulnerabile» (Vulnerable). Tra le potenziali minacce per la specie figurano lo sviluppo del turismo, gli uragani e le malattie.